# Landteilung (Appenzell)
Im Zusammenhang mit den beiden Schweizer (Halb-)Kantonen Appenzell Ausserrhoden und Appenzell Innerrhoden ist mit Landteilung die Aufteilung des früheren Kantons Appenzell (Land Appenzell) in einen reformierten (Ausserrhoden) und einen katholischen (Innerrhoden) Halbkanton um 1597 gemeint.

## Vorgeschichte der Landteilung
Im frühen 16. Jahrhundert fand die Reformation im damaligen Kanton Appenzell erste Anhänger, vor allem in den westlichen und nördlichen Gebieten des Kantons («äussere Rhoden»). Auf eine kantonsweite Einführung des neuen Glaubens konnte man sich jedoch nicht einigen.
Nach einem Landsgemeindebeschluss von 1525 wurde in jeder Kirchhöri (Kirchgemeinde) über ihre künftige Konfession abgestimmt. Die unterlegene Minderheit musste auf Verlangen der Mehrheit die Kirchhöri verlassen, hatte jedoch das Recht, sich in einer Kirchhöri ihrer Konfession niederzulassen. In einigen Kirchhören wurden aber auch weiterhin beide Konfessionen geduldet (darunter im Hauptort Appenzell).
Der so entstandene paritätische Kanton hatte Bestand, bis im Zuge der Gegenreformation die beim alten Glauben verbliebene Minderheit im Südosten des Kantons («innere Rhoden») ihre Rekatholisierungsversuche forcierten (Militärbündnis mit Spanien, Kapuziner in Appenzell).
Indem die Katholiken im Hauptort Appenzell die Reformierten aufforderten, entweder ihren Glauben aufzugeben oder wegzuziehen, versuchten sie, die Reformierten von der Regierungsgewalt auszuschliessen – nach Gesetz waren sie dazu berechtigt.
Die äusseren Rhoden stimmten an einer ausserordentlichen Landgemeinde von 1597 einer Landteilung zu, die Kirchhöri Appenzell ein paar Wochen später.
Unter Vermittlung von Schiedsrichtern aus anderen Kantonen kam schliesslich im Herbst 1597 der Landteilungsbrief zustande, der die Aufteilung des Kantons in zwei Halbkantone besiegelte: das reformierte Appenzell Ausserrhoden («Land Appenzell der Usseren Rhoden») und das katholische Appenzell Innerrhoden.
Damit war der konfessionelle Friede nachhaltig gesichert, das politische Gewicht des Landes Appenzell im Bund aber geschwächt.
Das Übergewicht der katholischen Orte nach ihrem Sieg bei Kappel wirkte sich auch auf die Landteilung aus. Vor diesem Hintergrund ist zu verstehen, dass die Schiedsrichter z. B. bestimmten, dass das kleinere Innerrhoden Siegel und Wappen des ungeteilten Kantons übernehmen durfte, während Ausserrhoden ein neues Wappen zu schaffen hatte.

## Verlauf der Grenze
Der Grenzverlauf wurde nach konfessionellen Kriterien bestimmt. Mehrheitlich fiel die neu entstandene Kantonsgrenze mit der Grenze einer Rhode zusammen (die meisten Rhoden wurden später zu gleichnamigen Gemeinden).
In einigen Fällen wurden die Höfe nach der Konfession ihrer Besitzerfamilien zugeordnet (Trogen, Oberegg).
In Hirschberg wurde die Teilung nicht geografisch festgelegt, sondern die Höfe gehörten abhängig von der Konfession ihrer jeweiligen Eigentümer entweder zu Ausserrhoden (Reute AR) oder zu Innerrhoden (Oberegg). Ein Eigentumswechsel konnte also gleichzeitig einen Kantonswechsel zur Folge haben. Auch die Zugehörigkeit der Klöster Wonnenstein und Grimmenstein, die auf eigentlich ausserrhodischem Boden lagen, war jahrhundertelang unklar. 1870 teilte die Bundesversammlung schliesslich ganz Oberegg sowie die beiden Klosterareale Appenzell Innerrhoden, den Klosterbesitz ausserhalb von deren Mauern aber Appenzell Ausserrhoden zu.

## Der Landteilungsbrief
Die im Landteilungsbrief benannten eidgenössischen Schiedsrichter waren:
- Johannes Keller, Bürgermeister von Zürich (reformiert)
- Niklaus Pfyffer, Ratsherr der Stadt Luzern (katholisch)
- Rudolf Reding, Landammann von Schwyz (katholisch)
- Johannes Waser, Landammann von Nidwalden (katholisch)
- Jost Pfendler, Statthalter und Ratsherr von Glarus (reformiert)
- Johann Conrad Meyer, Bürgermeister von Schaffhausen (reformiert)

Die Besetzung des Schiedsgerichts war also paritätisch. Pfyffer, Reding und Waser (aus den katholischen Ständen) tragen auch den Titel Bannerherr (Pannerherr), bzw. Reding und Waser auch den Titel Ritter. Diese Titel betonen ihre Zugehörigkeit zum Adel, bzw. Patriziat. Dies steht möglicherweise in Zusammenhang mit der Reisläuferei, also den Söldnerdiensten für fremde Herren, die vom katholischen Patriziat organisiert wurde und ihm zuweilen neben Provisionen auch Titel einbrachte.
Die Datierung des Landteilungsbriefs (auf den 8. September 1597) erfolgte nach gregorianischem Kalender. 1584 fiel der Entscheid für den neuen Kalender (vgl. Landbuch Art. 178), woran sich die Obrigkeiten (inkl. Pfarrer) fortan halten mussten. Am 6. März 1585 hatte die eidgenössische Tagsatzung einen Entscheid zugunsten des neuen Kalenders gefällt und bestätigte ihn nach Wiederaufflackern des Kalenderstreits (1589) am 12. Februar 1590 erneut. Demzufolge muss auch der Landteilungsbrief nach gregorianischem Kalender datiert sein. Erst nach der Landteilung vom 8. September 1597 wurde der julianische Kalender im neuen Staatswesen Ausserrhoden offiziell eingeführt. Dabei blieb es bis zum Übergang in die Helvetik 1798 (siehe auch unter Alter Silvester).
Der Landteilungsbrief umfasst 17 Artikel:
1. Die Teilung des Landes soll den Privilegien und dem eidgenössischen Bund keine Nachteile bringen.
2. Der gemeinsame Besitz fällt an Innerrhoden, das dafür an Ausserrhoden 18'000 Pfund zu zahlen hat, mit näheren Bestimmungen betr. Spital und Siechenhaus; das Geschütz und die Jahrgelder sind zu teilen.
3. Die Katholischen von Oberegg und Oberhirschberg sollen zu Inner-, die Reformierten zu Ausserrhoden gehören und dort ihren Gerichtsstand haben, Unterhirschberg soll bei Ausserrhoden bleiben.
4. Die Katholischen in Stechlenegg und der Rhode Hundwil dürfen sich an die Kirchhöre Appenzell anschliessen und haben dann daselbst ihren Gerichtsstand.
5. Die von Gais sollen zu Ausserrhoden gehören, ihre Rechten an den drei gemeinsamen Alpen und dem Gemeinmerk Mendle aber behalten
6. Bei der Tagsatzung sollen beide Teile ihre Boten als einen Ort und eine Stimme, Innerrhoden aber den Vorsitz haben und im Fall von Uneinigkeit ihre Stimmen nicht gezählt werden.
7. Die Besetzung der Landvogtei soll das erste Mal wo nötig durch das Los und danach abwechselnd erfolgen.
8. Banner und Siegel soll Innerrhoden erhalten, Ausserrhoden neue mit Unterscheidung anfertigen lassen und Innerrhoden die halben Kosten tragen.
9. Privilegien, Bündnisbriefe, Verträge etc., die das gemeine Land angehen, sind in Innerrhoden zu verwahren, doch soll Ausserrhoden einen Schlüssel zum Archiv haben. Was Ausserrhoden allein angeht, ist auszuhändigen.
10. Bei Truppenaufgeboten des spanischen Bündnisses wegen dürfen keine Leute aus Ausserrhoden weggeführt werden ohne Bewilligung der Behörden.
11. Zur Erhaltung des religiösen Friedens sollen Schmähungen jeder Art untersagt sein.
12. Jedermann im Land Appenzell steht es frei, in eine andere Rhode zu ziehen unter Beobachtung der Bestimmungen des Vertrages vom Jahre 1588.
13. Die Kapelle am Stoss dürfen die Inneren Rhoden nach katholischem Brauch schmücken und ihre Wallfahrten dahin halten.
14. Alle dieser Teilung wegen beiderseits gefallenen Reden und aller Unwille sollen vergeben sein und jeder Teil seine Kosten tragen.
15. Beide Teile sollen bei ihren Freiheiten, Rechten und Bräuchen bleiben.
16. Jedem Teil steht es frei, Bündnisse mit und neben andern eidgenössischen Orten einzugehen, jedoch nur gemäss dem eidgenössischen Bund und mit Wissen der anderen Orte.
17. Diese Teilung soll nur so lange dauern, als es beiden Teilen gefällt. Es steht ihnen jederzeit frei, sich wieder zu vereinigen.

Der Landteilungsbrief ist auf Pergament verfasst und mit 6 hängenden Siegeln versehen.
Seine Masse betragen 56 × 81,5 cm.
Der Landteilungsbrief befindet sich im Landesarchiv Appenzell Innerrhoden G.I.b.2a / Staatsarchiv Appenzell Ausserrhoden Ac.046.

## Transkription des Inhaltes
„Wir nachbenennten Johannes Keller, burgermeister der statt Zürich,
Niclaus Pfyffer, pannerherr und deß raths der statt Lucern, Ruodolff Reding,
ritter, landtamman und pannerherr zuo Schwytz, Johannß Waser, ritter,
landtamman und pannerherr zuo Underwalden nidt dem Wald, Joßt Pfendler,
statthalter und deß raths zuo Glaruß, und Johann Conradt Meyer, der rechten
doctor, burgermeister der statt Schaffhußen, bekhennend offentlich und thuond
kundt menigklichem mit diserm brief: Demnach zwüschent den frommen,
ehrenvesten, fürsichtigen, ehrsammen und wyßen herren landtammen, hauptlüthen,
rethen und gantzer gmeind der kilchhöri und von den inneren Roden deß landts
Appentzell an einem, sodann herrn landtamman, hauptlüten, rethen und gmeinden
von den ußeren Roden deß landts Appentzell, beidersyts unseren innsonders
guoten fründen und gethrüwen, lieben eydtgnosßen, am andern theil sich etwas
zythar allerley spann, zwytracht, mißheil und mercklicher widerwillen erhept
und gehalten, harlanngende von der pündtnüß, so die von der kilchhöri und den
inneren Roden by einem jar hievor mitt der künigklichen majestat zuo Hispanien
etc. umb die beschirmung deß hußes und hertzogthumbs Meyland nebent etlich
anderen orten der Eydtgnoßschafft für sich selbs wider dero von den ußeren
Roden, irer mittlandtlüthen, willen angenommen, und auch von wegen anderer mehr
Ursachen, da inn sachen zwüschend inen beidersyts uff etlichen gmeinen
eydtgnößischen tagleistungen gehanndlet, auch jüngst uff dem von deßwegen zuo
Baden inn Ergöw inn nechstverschinnem monat Meyen gehaltnen eydtgnößischen tag
etliche mitel gestelt worden, dardurch entlich die sach dahin gerichtet und
gerathen, das die von der kilchhöri und den inneren Roden by der angenommnen
pündtnuß verblyben und darnebent inen beidersyts von gmeiner Eydtgnoßschafft
gsandten uff der kilchhöri und inneren Roden andütung heimbgestelt worden, das
sy, die beide parthygen von den inneren und ußeren Roden deß landts Appentzell,
umb mehr frid, ruow und verhoffender einigkeit willen zwüschent inen, sich von
einanderen deß regiments und gmeinen guots halber, so sy bißhar mit einannderen
gmein gehept und geführt, sönnderen und scheiden mögint, und hieruf die beide
parthygen sich mit einannderen uff die vorangedütete sönnderung und theilung
veranlasset und verglichen und demnach mit vorwüssen gmeiner Eydtgnoßschafft
rathsbotten, uff jüngst gehaltnen tag der jarrechnung zu Baden inn Ergöw
versampt, uns sechs, benanntlich jedtwedere parthyg dryg under uns, erkossen
und erbätten, sy mit und gegen einannderen umb sölliche vorhabende sönnderung
und abtheilung (deren sy, zuo besorgen, für sich selbs nit wol eins werden
möchten) zu verglychen und das, so deren anhangen, und darumb zwüschent inen
stryt und mißverstandt erwachßen und syn möchte, zu fürkhommung zancks nach
billichen dingen zuo erlütheren, vertragen und zuo entscheiden, habent wir uß
bevelch unserer herren und oberen und auch inen, unnseren lieben eydtgnoßen von
beiden theilen, zuo ehren und gefallen unns hierzuo bewegen laßen und der
sachen underwunden, sinnd von deßwegen zuo Appentzell im hauptfläcken uff
mentag den ersten berbstmonats diß louffenden jars zesammenkhommen, unnd
nachdem wir beider parthygen ußschütz und verordnete inn etlichen tagen und
zesamenkhomnußen aller lenge und notturfft nach gegen einannderen schrifftlich
und muntlich umb alle und jede puncten inn sonderheit verhört und gstaltsamme
aller sachen eigentlich erduret, da habent nach lang und viltaitig angewendter
müy und arbeit endtlich die handlung zuo beider parthyen mehrer ruow, heil und
wolfart dahin gerichtet und uff ir der parthyen verthruwen und gefallen umb
alles fründtliche mitel mitt offner, wüssenthaffter sach beredt und gestelt,
wie hienach von einem articel zum anderen volget, namblich:
Fürs erst, diewyl beide parthygen sich der bemelten absönnderung und 
theilung begeben, so solle dieselbige theilung im nammen gottes 
fürgenommen und inns werck gerichtet werden dergstalt, das nun hinfüro 
unser lieb eydtgnoßen von den ußeren Roden, mitt nammen Urneschen, 
Herisow, Hundtwylen, Tüffen und Trogen sambt denen ab Gaiß und iren 
mittgnoßen ir eigen regiment und oberkeit für sich selbs mitt rath, 
gricht und recht, hochgricht, stock und galgen, auch nideren grichten, 
sambt was zuo einer ordenlichen, formbklichen und volkommnen regierung 
gehören mag, nach bester glegenheit an ort und ennden, da es inen 
kommlich syn wirt, nach ires landts fryheiten, recht und harkhommen 
anstellen, fhüren und haben, glychergstalt wie ire mitlandtlüt von der 
kilchhöri und inneren Roden das ires theils auch habend und führend, und
doch alles anderst nit dann allein ein underscheiden und aber nit von 
einannderen zertrent ald abgesönnderet, sonders gmein land heißen, auch 
sölliche abtheilung inen zuo beiden theilen an iren privilegien und 
fryheiten der hohen und nideren grichten und anderer rechten und 
begnadigungen, so das land Appentzell von römischen keyßeren, künigen 
und anderen fürsten und herren erlanget und hatt, und an dem gmeinen 
eydtgnößischen pundt, inn dem das landt Appentzell stadt, inn kheinen 
weg nachteilig, abbrüchig ald schädlich syn, sonders sölliche 
privilegien, fryheiten, recht und grechtigkeiten wie auch der 
eydtgnößisch pundt sich uff beide theil zuoglych, uff die ußeren Roden 
so wol als die kilchhöri und inneren Roden als sambtlich ein ort und 
glid der Eydtgnoßschafft erstrecken und uff beide theil zuoglych dienen 
(sollen), ohn alle gefahr.
Fürs annder belanngende deß gmeinen landts Appentzell gmein guot, so 
bishar beide theil, die von der kilchhöri und inneren Roden und auch die
Ußeren Roden, mitt einanderen theil und gmein gehept und verwalten, es 
syge das rathhuß zue Appentzell, spital, siechenhuß, züghuß, 
ziegelhütten, metzg und anders, sambt den gülten, schillinggelt, 
ligenden gueteren, schulden und allem andern, so dem spittal, siechenhuß
und gmeinen landt zuogehört, wie dann umb sölliches alles ein ußzug und
ungfahrlicher überschlag gemachet worden, das alles und jedes, was und 
woran dann das ist, solle unnseren lieben eydtgnoßen von der kilchhöri 
und innern Roden zuodiennen und by iren handen belyben, dargegen dann 
aber die von der kilchhöri und inneren Roden schuldig syn, unseren 
lieben eydtgnoßen von den ußeren Roden, iren mittlandtlüten, gmeinlich 
für iren gebürenden theil und grechtigkeit an söllichem gmeinem guot 
allem (darinnen man deßen, das die von den ußeren Roden an der anzal der
mannspersonen die mehreren weder die annderen sind, umb etwas ein 
rechnung gehept und gstaltsamme der sachen uff beiden syten angesehen 
hatt) inn eines frygen ußkaufs wyß für alle ansprach ze gäben, ze währen
und volgen ze lassen benanntlich achtzehenthußent pfund gelts 
landtloüffiger wehrung, und das uff volgende wyß und maaß: namblich so 
söllent sy inen, den ußeren Roden, zum vordristen doran übergeben und 
zuostellen alles das schillinggelt und gültbrieff, so uff denen, die inn
den ußeren Roden sitzend, stadt und dem spital, siechenhuß und gmeinem 
guot zuodienet, wie vil dann deß ist, da die zinß, so darvon uff 
allernechstkhommenden sankt Marthins tag verfallend, zuo den briefen den
ußeren Roden unabgezogen zuogehören; die alten, darvon verfallnen, 
usstenden zinß aber sampt den ußstenden richtigen buoßen, so uff den 
lüten in ußeren Roden stond, söllent die von den ußeren Roden 
inzuozüchen auch annemmen, doch inen dasselbig, wie vil deß syn mag, an 
der hauptsumm der achtzechenthußent pfunden abgaan. Demnach söllent die 
von der kilchhöri abzefertigen über sich nemmen alle zinß und schulden, 
so man by deß spitals, siechenhußes und anderm gmeinen guot ze thuond 
ist, wellichs sich ungfahr fünfthußent pfund erlouffen mag. Und was sich
der halbe theil söllicher zinßen und schulden an houptguot betrifft, 
das soll denen von ußeren Roden an den bemelten achtzechenthußent 
pfunden auch abgezogen werden; was man aber by dem kauff der güteren zuo
Zwingenstein im Rhynthal noch schuldig ist, doran söllent die Ußroden 
nüt geben, sonders die von der kilchhöri und inneren Roden das für sich 
selbs abzufertigen pflichtig syn. Und was dann über das alles die 
kilchhöri und inneren Roden denen von den Ußroden by den 
achtzechenthußent pfunden in rechnung wyter schuldig blybend, das 
söllent sy inen also erlegen, namblich uff nechstkhommende Liechtmeß 
fünfhundert guldin landtloüffiger wehrung bar gelt und aber ohne zinß, 
und so sy uff jetztbemelt zil mehr an barem gelt erlegen wellend, 
sollend die ußeren Roden inen das ouch ohn zinß abnemmen, und was 
dannenthin by den achtzechenthusent pfunden wyter ußstendig blybt, 
dasselbig alles soll von der kilchhöri und inneren Roden uff Liechtmeß 
deß khünfftigen nünundnüntzigisten iars der mindern zal den Ußroden an 
barem gelt sambt dem gebürenden zinß erlegt werden, da allwegen inn 
erlegung deß baren gelts ein guldin für ein pfund gelts geachtet und 
gerechnet werden. Welliche achtzechenthußent pfund die von den Ußroden 
an erbuwung eines rathhußes, siechenhußes und inn annder weg nach irem 
nutz und gfallen anwenden (mögen). Wann auch vilichter hienach etwas deß
gmeinen guots wyter dann inn der schrifftlichen verzeichnuß, so uff den
dryzechenden tag deß nechstverschinnen Augstmonats gemachet und den 
Ußroden zuogstelt worden, funden wurde, das jetzt nit inn rechnung und 
überschlag khommen were, doran söllent die Ußroden den halben theil 
haben, hienebent ein kilchhöri und die inneren Roden pflichtig sin, die 
pfründer im spital jetzt und inn künfftigem ohne einichen der ußeren 
Roden kosten und entgeltnuoß zuo erhalten. Was aber die sondersiechen, 
so dißmaln im siechenhuß zuo Appentzell sind, belanget, da söllent die 
von den ußeren Roden von jetzt über ein halb jar den halben theil 
derselbigen siechen zu iren handen nemmen, versorgen und erhalten, doch 
sölliche siechen underzwüschent und biß dar im siechenhuß zu Appentzell 
ohne der ußeren Roden costen erhalten werden und, wann sy uß dem 
siechenhuß züchend, alsdann der halbe theil deß geligers und hußraths, 
so darinnen ist, den ußeren Roden in ir nüw siechenhuß vervolgen. 
Anthreffend das grob gschütz, doppelhaggen und alle waffen, so im züghuß
zuo Appentzell verhanden, das söllent die von der kilchhöri und den 
inneren Roden mitt den Ußroden sambt dem bulfer und steinen zu glych 
theilen, wie auch ebenmeßiger wyß die frid- und jargelt von der cron 
Franckrych und das erbeinunggelt von den hüßeren Össterrych und Burgund,
so jetzt verfallen und unbezalt ußstadt und von dem erbeinunggelt und 
fridgelt inn khünfftigem wyter gefallen wirt, under sy beidersyts, die 
von der kilchhöri und inneren Roden und die ußeren Roden, glych getheilt
werden.
Zum dritten, alß dann sich zwüschent den ermelten beiden parthygen 
etwas spans erhept von wegen der beiden gegninen genannt an der Oberegg 
und am obern Hirschberg, so von alter har inn Troger rod gehört und inn 
demselbigen zirck gelegen, da der mehrer theil inwohneren derselben 
beiden gegninen der catholischen religion sind und sich die zyt har zuo 
der kilchhöri und den inneren Roden des landts gehalten und wyter by 
denselbigen inn lieb und leid ze staan und ze blyben trungenlich begert 
und sich entschloßen, die annderen insaßen aber an bemelten zweyen 
gegninen, so der evangelischen religion anhengig sind, by der Troger rod
und also hiemit by den ußeren Roden ze staan und ze blyben gantz 
erntstlich auch begert, hierüber habent wir in erwegung gstaltsamme der 
Sachen disere erlütherung und spruch gegeben, namblich das umb mehr 
fridens und ruow willen jeder theil der bemelten Obereggeren und 
Oberhirschbergeren by denen, zuo wellichen er begert, belyben sölle und 
möge, dergstalt das die catholischen Oberegger und Oberhirschberger zuo 
der kilchhöri und den inneren Roden und dann die evangelischen Oberegger
und Oberhirschberger wie andere inn Trogner rod zuo den ußeren Roden 
deß landts Appentzell mitt gricht und recht und in all ander weg diennen
und gehören, mitt diser feernneren erlütherung: wann ein evangelischer,
an den bemelten beiden gegninen geseßen, an einen catholischen der 
enden vorderung und zuospruch gewunne, umb was sachen groß oder klein 
das were, der sölle den catholischen vor landtamman und rath der 
kilchhöri Appentzell suochen und daselbst recht nemen, hinwiderumb ein 
catholischer den evangelischen vor landtammann und rath der ußeren Roden
beklagen, mitt recht fürnemmen und deß ervolgenden entscheids geläben, 
auch die frefel, so jederzyt inn denen beiden gegninen sich zuotragend, 
an denen orten und enden und uff den güteren, da sy beschechend, vor 
derselben güteren besitzers oberkeit gerechtfertiget und gebüßt werden 
und sölliche jetzt und vorerzelte erlütherung sich allein uff die 
bemelten zwo gegninen Oberegg und Oberhirschberg und wyter nit 
erstrecken, auch die am undern Hirschberg inn Troger rod, von deren 
wegen khein spann ist, by den ußeren Roden fürer als bißhar belyben und 
demselben gricht glych wie andere inn den Ußroden geseßne underworffen 
syn, hienebent auch beider religionen anhengere inn den vilbemelten 
beiden gegninen Oberegg und Oberhirschberg, jeder by syner religion und 
kilchgang fryg, ungetrengt und unbeleidiget belyben, auch die fyrtag wie
die catholischen halten by gebürender straff, ohn alle gefahr.
Zum vierten, wann die inseßen zuo Stächlenegg, unveer vom flecken 
Appentzell und in Hundtwyler rod gelegen, so catholisch sind, zuo der 
kilchhöri Appentzell und den inneren Roden sich schlahen und by 
denselben belyben wellent, söllent sy dasselbig wol thuon mögen, 
unverhinderet der ußeren Roden, welliches jedoch zuo eines jeden gfallen
gstelt ist. Von wegen der freflen und buoßen, so jederzyt an dem ort 
verfallend, soll es gehalten werden, wie nechst hievor dero von Oberegg 
und Oberhirschberg halber gemeldet worden.
Zum fünften, wiewol die ab Gaiß von alterhar zu der kilchhöri 
Appentzell kilchgnößig und gehörig und mitt Rinckenbach ein rod gwesen, 
sidtmalen aber sy, die uff Gaiß, ein eigne kilchen, auch jetztmaln all 
der evangelischen religion sind und nunmehr lange zyt und jar by den 
Ußroden gstanden und sich zuo denselben gehalten ohne inred der 
kilchhöri Appentzell, so söllent die bemelten uff Gaiß nach irem begeren
fürer als bißhar by den ußeren Roden belyben mögen, zuo denselben inn 
all weg dienen und die von der kilchhöri Appentzell irer jetzt an sy 
gefürten ansprach abstaan, darnebent aber auch den bemelten ab Gaiß, umb
das sy zuo den Ußroden diennend, khein nachtheil ald abbruch bringen an
ir grechtigkeit, so sy von alter und bißhar mit dem weidgang ires vechs
zuo denen von der kilchhöri inn die dry alpen, auch dasgmeinwerch der 
Mendli, vermög deß alten harkhommens und ufgerichter brief und siglen 
gehept, sonders die von der kilchhöri Appentzell inen, denen uff Gaiß, 
söllichen weidgang wyter als bißhar nachbarlich vervolgen laßen.
Zum sechßten, bethreffend die gmeinen eydtgnößischen tagleistungen 
daruf söllint beide theil, die von der kilchhöri und den inneren Roden 
und auch die ußeren Roden, als gmeinlich ein ort der Eydtgnoßschafft 
ihre rathsbottschafften verordnen und mitt einanderen schicken mögen, 
daß beide gsandten mehr nit dann ein stimm, wie brüchig, haben, und 
sidtmal uff nechst gehaltner jarrechnung zuo Baden erkhendt worden, wyl 
Appentzell der hauptflecken und ursprung, ouch vorderist glied des 
landts ist und das gantz land dannenhar den namen tragt, das deßhalb die
von der kilchhöri und inneren Roden ze tagen den vorsitz haben, so 
sölle es darby nochmaln belyben, ob aber beide, der inneren und ußeren 
Roden bottschafften sich irer stimm ze tagen inn sachen nit verglychen 
khöndten, alsdann beide stimmen nebent sich gestelt und nit gezelt 
werden, wie inn söllichen fälen, wann zwifache bottschafften uff 
tagleistungen sind, bißhar brüchig gweßen ist. Da sy aber von beiden 
theilen inn fürfallenden sachen, so das gmein land Appentzell berürend, 
nur ein bottschafft inn gmeinem nammen und kosten ze tagen schicken 
wellend, das mögend sy, so sy sich deß verglychend, wol thuon, und wann 
sendbrief an das gmein land Appentzell geschriben werdent, welliches 
theils landtamman oder statthalter dann sölliche brief zuokhommend, der 
mag die eröffnen; doch soll dem andern theil volgents der brief oder ein
abgschrifft darvon ohn verzug und gfahrlichs hinderhalten auch 
zuogeschickt werden.
Zum sibenden, belanngend die landtvogty deß oberen und nideren 
Rhyntals, welliche das land Appentzell mit und nebent den siben Orten 
der Eydtgnoßschafft ze regieren hatt, wann die besatzung derselben 
landtvogty jetzt khünfftig der ordnung nach an das landt Appentzell 
kompt, so söllent beide theil, die von der kilchhöri und die von 
Ußroden, wann sy sich darumbe nit für sich selbs verglychen möchten, mit
einanderen das loß werffen, wellichem theil die besatzung diser 
landtvogty zum ersten zuostaan sölle, dannenthin aber beide theil die 
besatzung der landtvogty under inen einmal umb das ander laßen umbgahn.
Zum achtenden ist von wegen deß panners und sigels also abgeredt, das 
namblich das alt panner und sigel der kilchhöri und den inneren Roden 
belyben und zuogehören unnd die von Ußroden für sich auch ein eigen nüw 
panner und sigel, doch mit etwas underscheidt gegen dem andern und alten
panner und sigel machen laßen mögint und söllint, da die von der 
kilchhöri und inneren Roden den halben theil deßen, so das nüw panner 
und sigel kosten wirt, den Ußroden wider erstatten und bezalen. Was 
panneren und zeichen die von der kilchhöri Appentzell in irem gehalt 
habent, so der einen ald annderen ußeren Rod zuogehörend, die söllent sy
denselben zu iren handen ußhin geben; die alten gewunnenen panner, 
vendli und zeichen aber, die inn der kilchen zuo Appentzell hangend, 
söllent fürbaß darinnen als zuo deß gmeinen landts handen hangen 
belyben.
Zum nünten so söllint alle keyßerlichen, küniglichen und andere 
fryheiten, pundtbrief, sprüch, verträg, brief, sigel, rödel und andere 
gwahrsaminen, so uff das gmein land Appentzell luthend und diennend, zuo
Appentzell by der kilchhöri zuo deß gmeinen landts handen inn gwarsamme
verschloßen gehalten belyben, den ußeren Roden auch ein schlüsßel 
darzuo gegeben und inen darneben abgschrifften von den fryheits- und 
anderen briefen, auch von den landtbücheren zuogestelt werden, Was 
briefen aber, so die ußeren Roden gmeinhch oder ein rod inn Sonderheit 
alleinig berüren thetend, inn der kilchhöri Appentzell gehalt Hgend, 
dieselben brief söilent sy den Ußeren und denjhenigen, denen die brief 
zuodiennend, zu iren handen hinuß geben.
Zum zechenden, wann sich begebe, das unser eydtgnoßen von der kilchhöri
und inneren Roden deß landts Appentzell von der angenommnen 
hispanischen meylandischen pündtnuß wegen einen ufbruch kriegsvolck und 
reyß oder kriegszug ze thuon gesinnet syn wurdint, so söllent sy den 
iren verbieten, iren mittlandtlüten, unnseren eydtgnoßen von den ußeren 
Roden, ir volck nit ufzewiglen noch hinweg ze füren, es bescheche dann 
mit vorwüßen, willen und erlauptnuß der ußeren Roden, by gebürender 
straaff, wie dann der badisch abscheid, der inn jüngstverschinnem Meyen 
gehaltnen tagleistung söllichen articel under anderm auch zuogibt. So 
mögend auch die ußeren Roden in söllichem fal das reißlouffen den iren 
by gebürender straff verbieten.
Zum einliften sollend sy von beiden theilen und religionen im land 
Appentzell zuo erhaltung mehrer einigkeit, frid und ruow by iren 
geistlichen und predigeren alles tratzen, schmützen und schmähen von deß
glaubens wegen uff der cantzlen und darnebent mit allem erntst 
abschaffen, auch die weltlichen beidersyts die geistlichen beider 
religionen ungeschmächt und ungetratzet laßen unnd, uff wellichem theil 
das nit gehalten wurde, die übertrettere, sy syen geistlich oder 
weltlich personen, darumb erntstlich gestrafft werden.
Zum zwölfften solle mengklichem im land Appentzell, er syge inn der 
kilchhöri oder in den ußeren Roden geseßen, fryg zuogelaßen syn, inn ein
oder die ander rod der inneren oder der ußeren ze züchen und sich ze 
setzen nach synem gfallen, doch dem vertrag, so im achtundachtzigisten 
jar der mindern zal hievor von den gsandten der zwölf Orten der 
Eydtgnoßschaft zwüschent der kilchhöri und den ußeren Roden ufgericht 
worden, inn all weg gemeß. Es soll ouch ein jeder im landt Appentzell, 
inn wellichen roden er geseßen, by synen fryheiten, harkhommen, güteren,
stäg, weg und anderen rechtsamminen, so er inn anderen roden hatt, 
fürer als bißhar rüwig belyben, auch je einer den anderen im kilchgang, 
crützgengen, walferten, zu merckt und anderen nothwendigen gschefften 
und sachen synen weg und straß sicher, ungehinnderet und untratzet 
fahren und gahn laßen by gebürender straff.
Zum dryzechenden sölle der kilchhöri und den inneren Roden zugelaßen 
syn, das sy die capellen uff dem Stoß, alda vor zyten die schlacht 
beschechen ist, inn irem kosten wol nach catholischem bruch zieren 
mögen, jedoch auch beschließen und vergetteren und dahin ire crützgeng 
und walferten heimbsch und frömbd wie bißhar thuon, doran sy dann von 
niemandem gehinderet noch getratzet werden söllent.
Zum vierzechenden ist luter abgeredt, das alle die inn dißer handlung 
vor und jetzt zwüschent inen, unnseren lieben eydtgnoßen deß landts 
Appentzell, beidersyts gegen einannderen verloffnen reden und 
entstandner unwillen allerdings ufgehept, tod und ab heißen und syn 
söllint und khein theil dem anndern deßen in unguotem gedencken, kheiner
auch den andern von deß glaubens nach von der hispanischen pündtnuß und
jetziger abtheilung wegen deß landts und regiments weder schmützen, 
schmähen, vechden nach haßen, sonders sy allersyts von den inneren und 
Ußroden als guote mittlandtlüt und brüder in guoter landtlicher thrüw, 
liebe und einigkeit fründtlich und fridlich mitt einanderen läben und 
handlen und sontsten hienebent jede parthyg iren von dißer vergangnen 
sachen und handlung wegen erlitnen costen an iro selbs haben.
Zum fünfzechenden söllent beide offtgemelten parthygen gmeinlich und 
sonderlich by allen anderen iren briefen, siglen, landtbücheren, 
grechtigkeiten und guoten brüchen ußerthalb diser handlung gentzlich 
belyben und denselben hierdurch nützit benommen syn.
Zum sechßzechenden, diewil sy, unnser lieb eydtgnoßen deß landts 
Appentzell, so vil das regiment und gmein guot betrifft, von einannderen
(wie gemeldet) gesündert und abtheilt syn werdent, da solle jedtwederm 
theil, der kilchhöri und inneren und auch den Ußroden, zuo synem gfallen
fryg staan, für sich selbs sich inn vereinung und pündtnuß mit und 
nebent anderen orten der eydtgnoßschafft inzuolaßen, doch anderst nit 
dann nach ußwyßung deß eydtgnößischen pundts und mit gmeiner 
Eydtgnoßschafft wüßen und willen, wie das der badisch abscheid, inn 
verschinnenem Meyen ufgericht, auch ußwyßt.
Und dann zum sibenzechenden und letsten ist auch abgeredt und 
vorbehalten: ob glychwol jetzt die sönnderung und theilung deß landts 
Appentzell regiments und gmeinen guots zwüschent inen angesehen und ins 
werckh gerichtet wirt, so sölle doch dasselbig nit immer und eewig noch 
länger wehren und bestaan, dann so lang es inen zuo beiden theilen 
gefellig ist, also das sy sölliche sönnderung und theilung über kurtz 
oder lange zyt wol ufheben und widerumb wie von alterhar inn gmein 
zesammen staan mögint, wann sy gmeinlich fundint, das inen und gmeinem 
land die sönnderung nit nutzlich und fürstendig were, und sy zuo beiden 
theilen gmeinlich deß einen werden und sich also mit einanderen darumb 
verglychen möchten, alles gethrüwlich und ungefährlich.
Und wann nun wir sölliche unnsere gestelten, hie obbeschribnen 
fründtlichen mittel den herren landtamman, hauptlüthen, rethen, 
ußschützen und anwelten unnserer eydtgnoßen von Appentzell von beiden 
parthygen, den inneren und ußeren Roden, uff dem rathuß zuo Appentzell 
sambßtags den sechßten tag deß monats Septembris geoffnet und von einem 
articel zum andern verläßen laßen, darüber sy beidersyts sich zuo 
verdencken und sonnderlichen die verordneten von den Ußroden das alles, 
was verhandlet worden, an ein landtsgmeind von allen ußeren Roden ze 
brinngen begert, dann sy hinderrucks derselben etwas anzenemmen und 
zuozesagen einichen bevelch noch gwalt empfangen, unnd volgenden sontags
einer volkommnen zuo Tüffen versambleten landtsgmeind von allen ußeren 
Roden die vorgeschribnen unsere gestelten mitel durch etliche unnder 
unns fürgetragen und von einem articel zum andern offentlichen 
vorgeläßen worden, hatt ein gantze landtsgemeind der ußeren Roden sambt 
denen uff Gäiß und iren mittgnoßen das alles einhellig und frygwillig 
uf- und angenommen, wie auch glychergstalt die herren landtamman, 
hauptlüth, reth und gmeinden von der kilchhöri und den inneren Roden 
durch ire anwelt guotwillige inn sölliche mitel, wie die von unns 
gestelt und hievor einannderen nach beschriben sind, bewilliget und inen
die gefallen laßen und darby beidersyts für sich und ire nachkhomen 
zuogesagt habent, sich derselbigen nun und hienach ze halten, denen inn 
all weg zuo geläben und statt ze thuond und darwider nit ze handlen inn 
dheinen weg, alles gethrüwlich, ufrecht, redlich und ungefahrlich.
Und deß alles zuo gezügknuß und wahrem, vestem urkhundt, so haben wir 
sechs erbetne und verordnete unnsere eignen insigel (doch unns und 
unnseren erben ohne schaden) öffentlich gehenckt an diser briefen zwen 
glichluthende, deren jedem theil einer zuogestelt worden ist. Geben und 
beschlosßen den achtenden tag deß monats Septembris von der geburt 
Christi, unnseres lieben herrn und heilandts, gezalt fünfzechenhundert, 
nüntzig unnd siben jare.“

## Wiedervereinigung?
Bereits im Landteilungsbrief von 1597 wurde eine spätere Wiedervereinigung angesprochen:

„ob glychwol jetzt die sönnderung und theilung deß landts Appentzell regiments
und gmeinen guots zwüschent inen angesehen und ins werckh gerichtet wirt, so solle
doch dasselbig nit immer und eewig noch länger wehren und bestaan, dann so lang
es inen zu beiden theilen gefelhg ist“

„obgleichwohl jetzt die Sonderung und Teilung des Landes Appenzell Regimenten und gemeinen Guts zwischen ihnen angesehen und ins Werk gerichtet [in die Tat umgesetzt] wird, so soll doch dasselbe nicht immer und ewig noch länger sein und bestehen, als so lange es ihnen zu beiden Teilen gefällig ist“

Die Frage der Wiedervereinigung wird immer wieder aufgeworfen – mit Vorliebe anlässlich gemeinsamer Feiern.
Man ist sich in Ausser- und Innerrhoden jedoch grösstenteils einig, dass eine Wiedervereinigung kurz- und mittelfristig nicht sinnvoll ist.
Ein Grund ist, dass die Mentalitäten als sehr unterschiedlich empfunden werden.
Hingegen wird in vielen Bereichen eine engere Zusammenarbeit angestrebt.